# Jean Froissard (général)
Ne doit pas être confondu avec Jean Froissart.
Pour les articles homonymes, voir Froissard.
Jean Froissard, né le 20 janvier 1759 à Choye (Haute-Saône), mort le 4 janvier 1800 à Stenay (Meuse), est un général de la Révolution française.

## États de service
Il est nommé chef de bataillon le 15 août 1793, et le 21 novembre 1793, il prend le commandement de la ville d’Amiens.
Il est promu général de brigade le 8 avril 1794, à l’armée du Nord, et il est suspendu le 3 juin 1794. Il est réintégré le 5 septembre 1794, et le 24 août 1795, il est mis en congé de réforme.
Le 15 septembre 1799, il est affecté au quartier général de la direction de la place de Stenay.